# Linia równowagi bilansowej

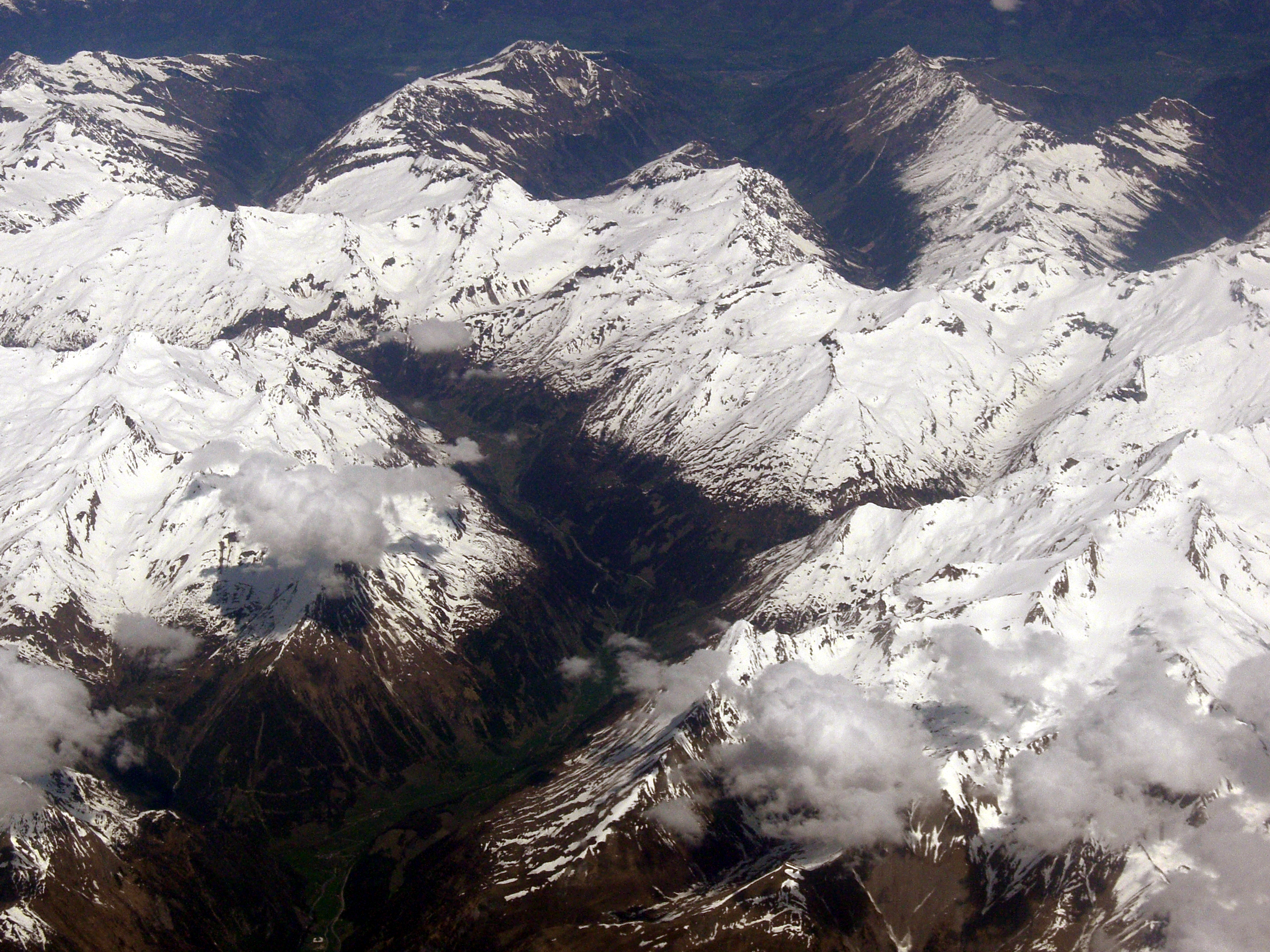
Linia równowagi bilansowej

Linia równowagi bilansowej (ang. equilibrium line, EL) – linia oddzielająca obszar akumulacji lodowca od jego obszaru ablacji, czyli linia łącząca punkty o zerowym bilansie masy lodowca. Dla typowych alpejskich lodowców EL dzieli lodowiec w stosunku 2:1, czyli obszar akumulacji ma dwukrotnie większą powierzchnię niż obszar ablacji. Zasada ta nie obowiązuje lodowców zasilanych głównie lawinami (takie jak np. lodowce himalajskie i turkiestańskie), pokrytych gruzem lub występujących w strefach klimatu polarnego (lodowce zimne)
Wysokość linii równowagi bilansowej (ang. equilibrium line altitude, ELA) to średnia wysokość nad poziomem morza, na jakiej znajduje się linia równowagi bilansowej danego lodowca. W rzeczywistości linia równowagi prawie nigdy nie jest linią poziomą, gdyż na jej przebieg wpływają warunki topoklimatyczne lodowca i jego obszaru zasilania. 
W klimacie umiarkowanym wysokość tej linii jest przeważnie równa wysokości linii wiecznego śniegu. W przeciwieństwie do linii wiecznego śniegu, linia ta charakteryzujące konkretny lodowiec, a nie obszar. Granica wiecznego śniegu wyznaczana jest ze średniej wysokości linii równowagi bilansowej wielu lodowców z danego obszaru.
Wysokość linii równowagi bilansowej lodowców zależy od:
- warunków klimatycznych
  - średniej rocznej temperatury - największy wpływ jednak ma temperatura lata (sezonu ablacyjnego), która decyduje o tempie ablacji.
  - opadów - ważny jest tutaj sezonowy rozkład opadów, który determinuje ich postać (deszcz lub opady postaci stałej)
  - zachmurzenia - duże zachmurzenie podczas sezonu ablacyjnego może także dodatnio wpływać na bilans masy lodowca
- warunków topoklimatyczych
  - ekspozycja ze względu na nasłonecznienie lodowców i ich obszarów zasilania (ścian skalnych powyżej lodowców). Linia  rówowagi bilansowej lodowców w strefie średnich szerokości geograficznych na półkuli północnej, znajduje się najniżej po stronie północnej masywów górskich.
  - ekspozycja ze względu na dominujący kierunek wiatru, lub na kierunek z którego śnieg jest nawiewany przez granie z innych obszarów. W obszarze klimatu umiarkowanego na półkuli północnej linia równowagi znajduje się przeważnie niżej po wschodnich stronach masywów, ze względu na przewiewanie śniegu z zachodnich zboczy na wschodnie (dryf wiatrów zachodnich).

Rekonstrukcje historycznych linii równowagi lodowców mają zastosowanie w alpejskiej geomorfologii glacjalnej, oraz stratygrafii osadów glacjalnych. Głównie na podstawie rekonstrukcji przebiegu linii równowagi nieistniejących już lodowców, poszczególne systemy moren przypisuje się do późnoglacjalnych stadiów transgresji lodowców w Alpach oraz innych górach typu alpejskiego. 